# فورستنبرغ هافل
فورستنبرغ هاول (بالألمانية: Fürstenberg/Havel) هي مدينة و بلدة ألمانية تقع في ألمانيا في براندنبورغ.[بحاجة لمصدر] يقدر عدد سكانها بـ 6,676 نسمة .

## المدن التوأمة
مدن غيلدرن و كونيو هي مدن توأمة لـفورستنبرغ هاول.